# 文奴·迪摩奴
文路爾·迪摩奴·費南迪斯（Manuel del Moral Fernández，1984年2月25日—）通常稱為文奴·迪摩奴（Manu del Moral）或文奴（Manu），擔任前鋒，現時效力西甲球會基達菲。

## 外部連結
- 西甲 文奴·迪摩奴數據 （页面存档备份，存于） （西班牙文）